# Половцев Олександр Юрійович
Олександр Юрійович Половцев (рос. Александр Юрьевич Половцев) (нар. 3 січня 1958, Ленінград, РРФСР, СРСР) — російський актор театру, кіно та дубляжу, телеведучий. Заслужений артист Росії (2010).

## Біографія
Народився 3 січня 1958 року у Ленінграді (Нині в санкт-Петербурзі).
У 1980 році закінчив Російський державний інститут сценічних мистецтв.
Незабаром після початку роботи в молодіжному театрі-студії «Час» при «Ленконцерте» призвали до лав Радянської армії. Військову службу проходив в показовому полку імені Ленінського комсомолу, потім в агітаційно-художньому загоні «політбоєць» при штабі ВПС Ленінградського військового округу, а після розформування загону - в полку зв'язку під Ленінградом, де крім виконання військових обов'язків брав активну участь у художній самодіяльності. Відслуживши в армії, повернувся в театр-студію «Час».
Протягом багато років знімався у рекламі соку «Моя сім'я».
У 2008 році брав участь у телепроєкті російського «Першого каналу» «Останній герой-6. Забуті у раю».
У 2017 році вів передачу «Мотив злочину» на петербургському «П'ятому каналі».
У 2020—2021 роках став ведучим серіалу «Речдок: Особиста справа\Випереджаючи час\Велика справа» на українському проросійському телеканалі «Інтер».

## Фільмографія
- Вулиці розбитих ліхтарів (1998—2019)
- Речдок: Особиста справа (2020)
- Мир! Дружба! Жуйка! (2020—2021)
- Речдок: Випереджаючи час (2021)
- Речдок: Велика справа (2021)